# Académie allemande pour la langue et la littérature
L'Académie allemande pour la langue et la littérature (en allemand : Deutsche Akademie für Sprache und Dichtung) a été créée le 28 août 1949 en l'église Saint-Paul de Francfort, lors du 200e anniversaire de naissance de Johann Wolfgang von Goethe. Elle a son siège à Darmstadt ; il s'agit d'une association d'écrivains et d'universitaires, dédiée au maintien, à la défense et à l'aide de l'allemand et de la littérature de langue allemande.
Elle attribue chaque année le prix Georg-Büchner, considéré comme le prix littéraire le plus prestigieux d'Allemagne.

## Organisation
L'Académie allemande pour la langue et la littérature est une association à but non lucratif financée à 90 % par des fonds publics.
L'académie est composée de membres ordinaires, extraordinaires, de correspondants honoraires élus à vie. Ses organes sont l'Assemblée Générale, le Bureau et le Conseil d'Administration.
Tous les domaines de la littérature et de la langue sont représentés ; un poète, dramaturge, conteur, essayiste, traducteur, historien, philosophe ou chercheur qui écrit en allemand peut être nommé. Le professeur de littérature Heinrich Detering (de) est président de l'Académie depuis octobre 2011.
En juin 2011, le nombre de membres de l'Académie s'élève à 184.

## Activités

### Séances
L'académie tient deux séances chaque année, l'une au printemps et l'autre à l'automne, pour examiner la langue et la littérature. Une partie des séances de travail au cours de ces réunions sont publiques. Les réunions de printemps se tiennent alternativement dans plusieurs villes allemandes et de pays étrangers. La séance d'automne se tient au siège de l'académie à Darmstadt.

### Prix
L'académie délivre chaque année cinq prix. Durant la séance de printemps, ce sont le prix Johann-Heinrich-Voß pour la traduction et le prix Friedrich-Gundolf pour la promotion de la culture allemande à l'étranger.
Le prix Georg-Büchner ainsi que le prix Johann-Heinrich-Merck (de) pour l'essai et la critique littéraire et le prix Sigmund-Freud pour la prose scientifique sont décernés lors de la séance d'automne.
Pour chacun de ses prix, une commission au sein de l'Académie propose les candidats. Le jury qui délivre le prix se compose d'un comité élargi avec un président, un vice-président et un comité consultatif.

### Publications
L'Académie soutient la publication d'auteurs persécutés par le régime entre 1933 et 1945. Des œuvres inédites ou peu connues du public comme celles d'Oskar Loerke, Gertrud Kolmar ou Alfred Mombert sont mis à sa disposition.
Dans son annuaire annuel, depuis 1954, l'Académie publie les conférences et les discours tenus lors des séances, les discours des lauréats et leurs présentations, les notices biographiques des membres nouvellement élus ou décédés, ainsi que des questions scientifiques qui donnent lieu à des concours de thèses dont les gagnants sont récompensés et publiés lors de la prochaine édition.
Depuis 1984, une revue mettant en avant de jeunes auteurs paraît.

## Réforme de la langue allemande
L'Académie donne son avis sur la réforme de l'orthographe de la langue allemande depuis 1996. Le président d'alors, Christian Meier (de), déclare devant le Tribunal constitutionnel fédéral la réforme comparable à celle prévue par le nazi Bernhard Rust en 1944. Une commission se tient pour juger de la comparaison à des fins de documentation. En outre, cette commission analyse le Duden et publie des propositions de compromis. Elle est présente dans le Conseil pour l'orthographe allemande par deux sièges.
Au sujet des anglicismes, l'Académie estime que l'allemand peut absorber de nouveaux mots d'origine anglaise, d'autant que ceux-ci font moins de 5 % du vocabulaire général et que beaucoup disparaissent aussi vite qu'ils sont apparus. Toutefois, l'Académie recommande d'être attentif face à la prédominance de l'anglais dans les sciences, l'économie, la politique et la culture, et juge important d'affirmer et développer autant que possible la place de l'allemand dans la diversité linguistique internationale, à l'instar de ce qui se fait pour d'autres langues comme le français, l'italien, le polonais ou le suédois.